# Earophila atrox
Earophila atrox là một loài bướm đêm trong họ Geometridae.